# Olio essenziale di rosa

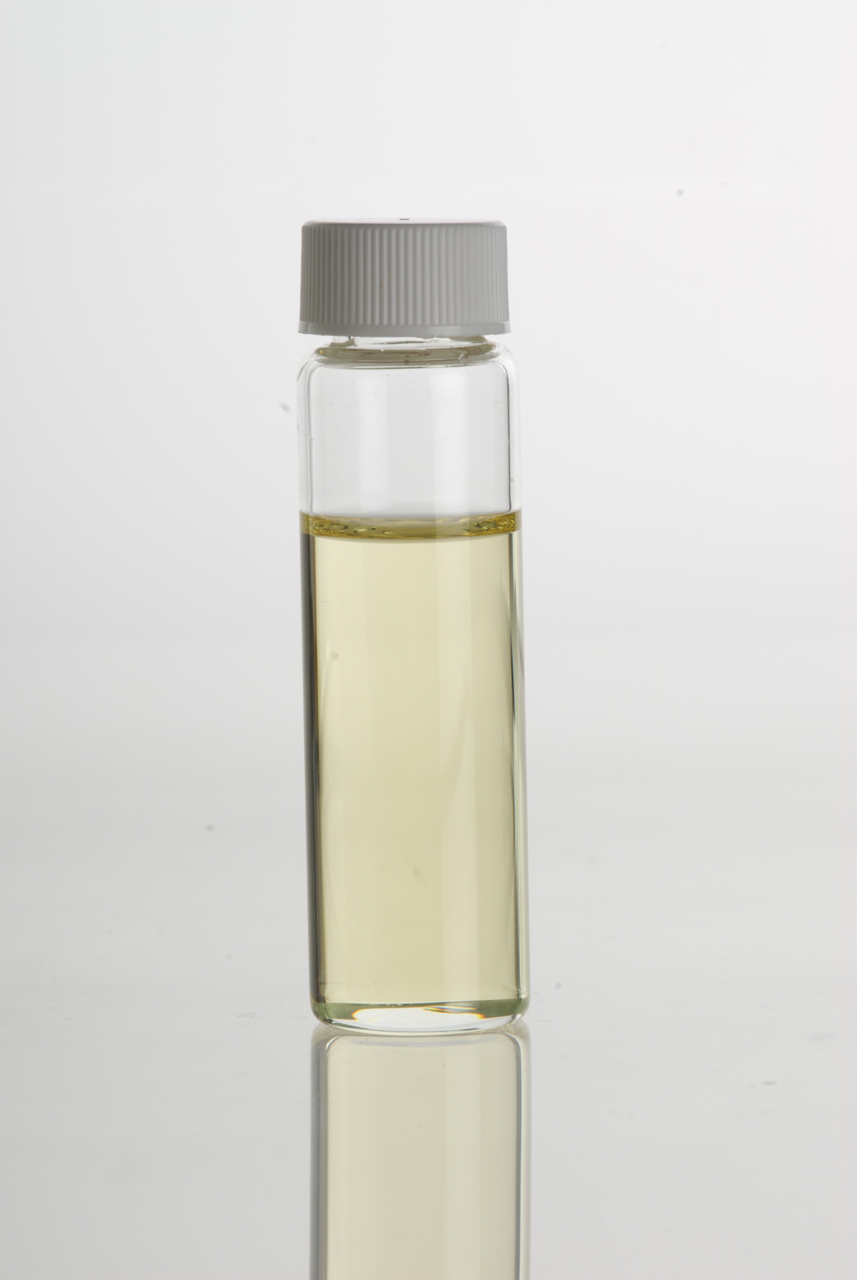
Olio essenziale di rosa (Rosa damascena)

L'olio essenziale di rosa è estratto dai petali di vari tipi di rosa. 
Le due specie di rosa maggiormente utilizzate sono la Rosa damascena (Rosa di Damasco) e la Rosa centifolia. L'essenza di rosa è ottenuta attraverso distillazione in corrente di vapore mentre l'assoluta di rosa è ottenuta attraverso estrazione con solvente o estrazione con anidride carbonica supercritica. Il maggior produttore di olio di rosa è la Bulgaria che ne produce oltre il 70%.

## Composizione
I principali componenti dell'essenza di rosa sono:
citronellolo (18-55%), geraniolo, nerolo, linalolo, alcool feniletilico, farnesolo, stearoptene, α-pinene, β-pinene, α-terpinene, limonene, p-cimene, canfene, β-cariofillene, nerale, citronellil acetato, acetato di geranile, acetato di nerile, eugenolo, metil eugenolo, ossido di rosa, α-damascenone, β-damascenone, benzaldeide, alcool benzilico, rodinil acetato, fenil etil formiato.
I composti fondamentali che conferiscono all'essenza il caratteristico profumo, sono il beta-damascenone, il β-damascone, il β-ionone, e l'ossido di rosa. Il β-damascenone è il composto più importante e la quantità presente costituisce un indice della qualità dell'essenza. Anche se questi composti costituiscono in totale meno dell'1% della composizione dell'essenza, contribuiscono per poco più del 90% all'odore a causa della bassa soglia di percezione.